# Virgella
Virgella — рід грибів родини ритізмові (Rhytismataceae). Назва вперше опублікована 1967 року.

## Класифікація
До роду Virgella відносять 1 вид:
- Virgella robusta